# Leichtathletik-Europameisterschaften 2014/Dreisprung der Männer

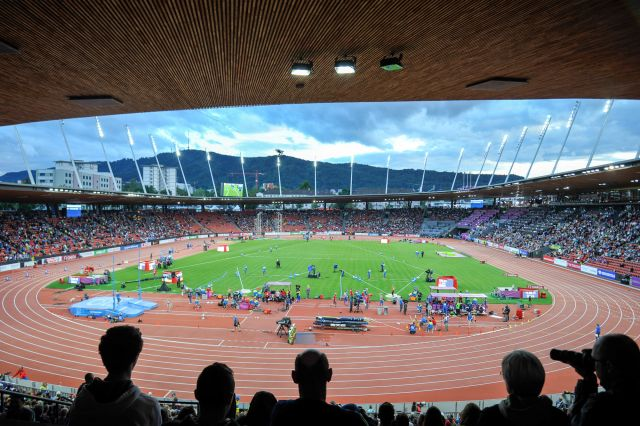
Das Letzigrund-Stadion während der Europameisterschaften 2014

Der Dreisprung der Männer bei den Leichtathletik-Europameisterschaften 2014 wurde am 12. und 14. August 2014 im Letzigrund-Stadion von Zürich ausgetragen.
Mit Silber und Bronze errangen die russischen Dreispringer in diesem Wettbewerb zwei Medaillen. Europameister wurde der Franzose Benjamin Compaoré. Den zweiten Rang belegte Ljukman Adams. Auf den dritten Platz kam Alexei Fjodorow.

## Bestehende Rekorde
| Weltrekord           | 18,29 m | Jonathan Edwards | Göteborg, Schweden    | 7. August 1995 |
| Europarekord         | 18,29 m | Jonathan Edwards | Göteborg, Schweden    | 7. August 1995 |
| Meisterschaftsrekord | 17,81 m | Phillips Idowu   | EM Barcelona, Spanien | 29. Juli 2010  |

Der bestehende EM-Rekord wurde bei diesen Europameisterschaften nicht erreicht. Die größte Weite erzielte der französische Europameister Benjamin Compaoré im Finale mit 17,46 m bei einem Gegenwind von 0,1 m/s, womit er 35 Zentimeter unter dem Rekord blieb. Zum Welt- und Europarekord fehlten ihm 83 Zentimeter.

## Windbedingungen
In den folgenden Ergebnisübersichten sind die Windbedingungen zu den jeweiligen Sprüngen mitbenannt. Der erlaubte Grenzwert liegt bei zwei Metern pro Sekunde. Bei stärkerer Windunterstützung wird die Weite für den Wettkampf gewertet, findet jedoch keinen Eingang in Rekord- und Bestenlisten.

## Legende
Kurze Übersicht zur Bedeutung der Symbolik – so üblicherweise auch in sonstigen Veröffentlichungen verwendet:
| DNS | nicht am Start (did not start)        |
| –   | verzichtet                            |
| x   | ungültig                              |
| r   | Wettkampf nicht fortgesetzt (retired) |

## Qualifikation
12. August 2014, 13:12 Uhr
21 Wettbewerber traten in zwei Gruppen zur Qualifikationsrunde an. Sechs von ihnen (hellblau unterlegt) übertrafen die Qualifikationsweite für den direkten Finaleinzug von 16,65 m. Damit war die Mindestzahl von zwölf Finalteilnehmern nicht erreicht. Das Finalfeld wurde mit den sechs nächstplatzierten Sportlern (hellgrün unterlegt) auf zwölf Springer aufgefüllt. So mussten schließlich 16,52 m für die Finalteilnahme erbracht werden.

### Gruppe A

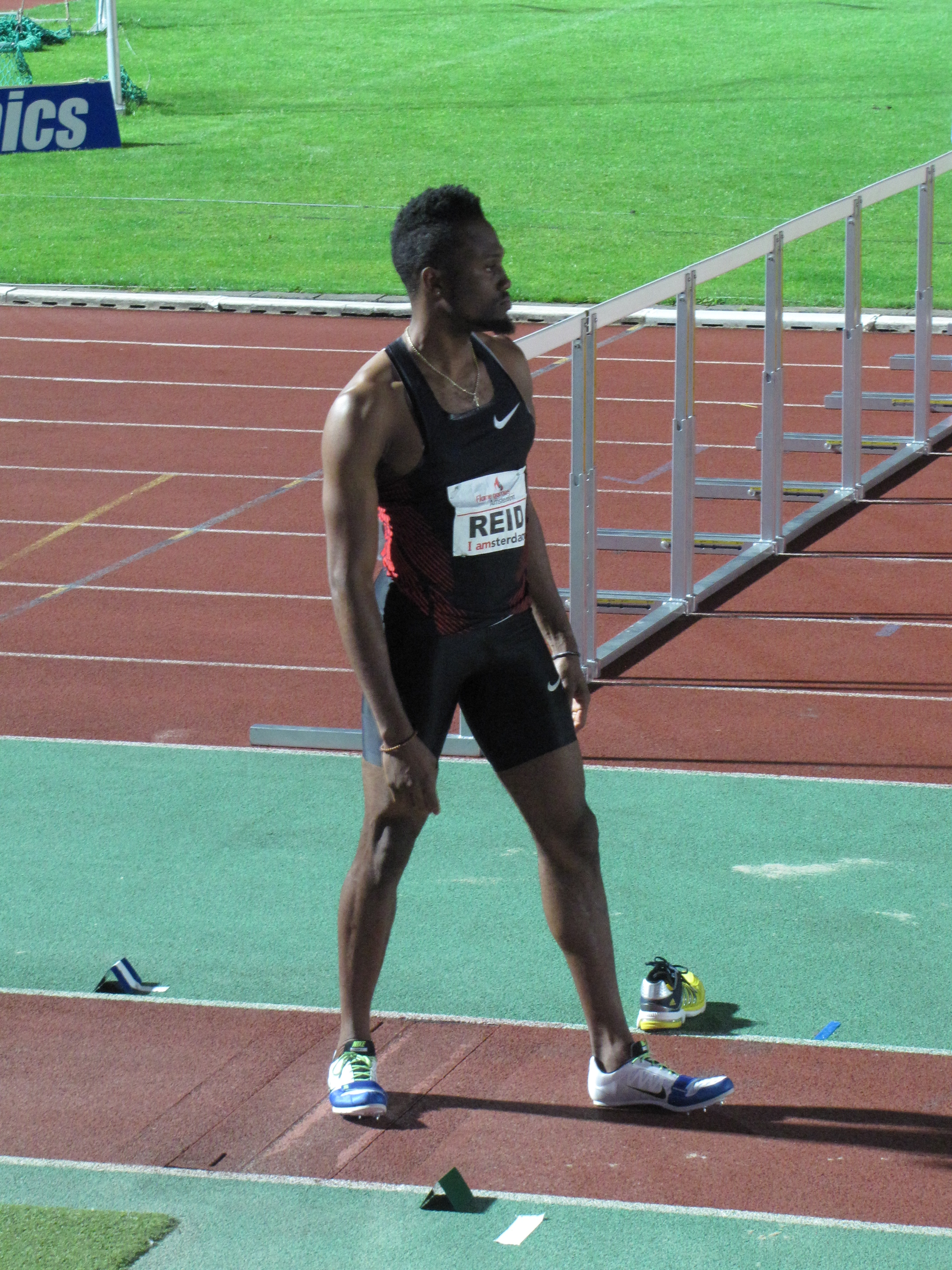
Julian Reid schied mit 16,52 m in der Qualifikation aus

| Platz | Name              | Nation         | Resultat (m) | 1. Versuch (m) Wind (m/s) | 2. Versuch (m) Wind (m/s) | 3. Versuch (m) Wind (m/s) |
| 1     | Yoann Rapinier    | Frankreich     | 16,80        | 16,36 / −0,3              | 16,23 / +0,1              | 16,80 / −1,2              |
| 2     | Alexei Fjodorow   | Russland       | 16,65        | 16,11 / −0,5              | 16,91 / −1,2              | 16,65 / ±0,0              |
| 3     | Fabrizio Donato   | Italien        | 16,64        | x                         | 16,64 / +0,9              | –                         |
| 4     | Marian Oprea      | Rumänien       | 16,57        | 16,57 / +1,1              | –                         | –                         |
| 5     | Dimitris Tsiamis  | Griechenland   | 16,53        | 16,05 / −0,1              | 16,53 / +0,2              | x                         |
| 6     | Julian Reid       | Großbritannien | 16,52        | 16,52 / −0,1              | 16,14 / −0,4              | 16,32 / −0,1              |
| 7     | Georgi Tsonov     | Bulgarien      | 16,35        | 15,74 / −0.2              | x                         | 16,35 / −1,3              |
| 8     | Vladimir Letnicov | Moldau         | 16,28        | x                         | 16,28 / −0,5              | x                         |
| 9     | Jorge Gimeno      | Spanien        | 15,98        | 15,65 / +0,6              | x                         | 15,98 / −1,2              |
| 10    | Alexander Hochuli | Schweiz        | 15,95        | x                         | x                         | 15,95 / −1,2              |
| 11    | Aljaksej Zapik    | Belarus        | 15,92        | 15,92 / −0,3              | 15,84 / −0,2              | 15,61 / −1,8              |
| DNS   | Darius Aucyna     | Litauen        |              |                           |                           |                           |

### Gruppe B

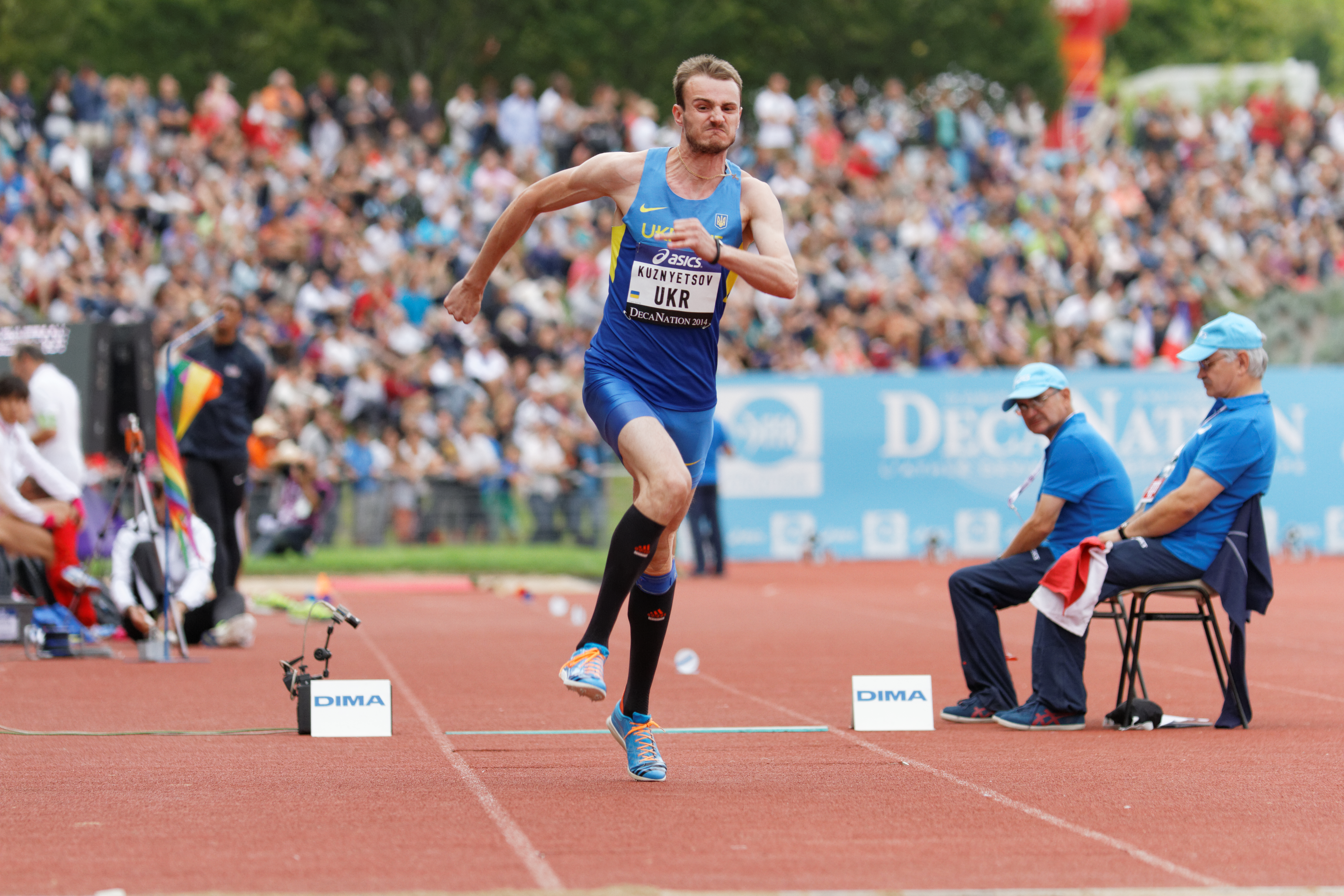
Wiktor Kusnjezow erreichte mit einem Sprung auf 15,94 m nicht das Finale

| Platz | Name               | Nation     | Resultat (m) | 1. Versuch (m) Wind (m/s) | 2. Versuch (m) Wind (m/s) | 3. Versuch (m) Wind (m/s) |
| 1     | Ljukman Adams      | Russland   | 16,97        | 16,27 / ±0,0              | 16,52 / −1,7              | 16,97 / +0,1              |
| 2     | Benjamin Compaoré  | Frankreich | 16,83        | 16,20 / ±0,0              | x                         | 16,83 / −1,0              |
| 3     | Nelson Évora       | Portugal   | 16,82        | 16,64 / −0,3              | 16,82 / −0,3              | –                         |
| 4     | Pablo Torrijos     | Spanien    | 16,66        | 16,38 / −0,8              | 16,66 / −0,6              | –                         |
| 5     | Rumen Dimitrov     | Bulgarien  | 16,62        | 16,27 / ±0,0              | 16,62 / +0,2              | r                         |
| 6     | Dzmitry Platnitski | Belarus    | 16,54        | x                         | / +0,7                    | 16,54 / +0,5              |
| 7     | Fabrizio Schembri  | Italien    | 16,52        | 16,52 / −0,6              | 16,31 / −1,1              | 16,47 / +0,5              |
| 8     | Zlatozar Atanasov  | Bulgarien  | 16,32        | 15,86 / ±0,0              | 16,30 / −0,1              | 16,32 / +0,3              |
| 9     | Wiktor Kusnjezow   | Ukraine    | 15,94        | 15,87 / +0,4              | 15,94 / −0,6              | x                         |
| 10    | Aleksi Tammentie   | Finnland   | 15,83        | x                         | x                         | 15,83 / +0,7              |
| DNS   | Daniele Greco      | Italien    |              |                           |                           |                           |

## Finale

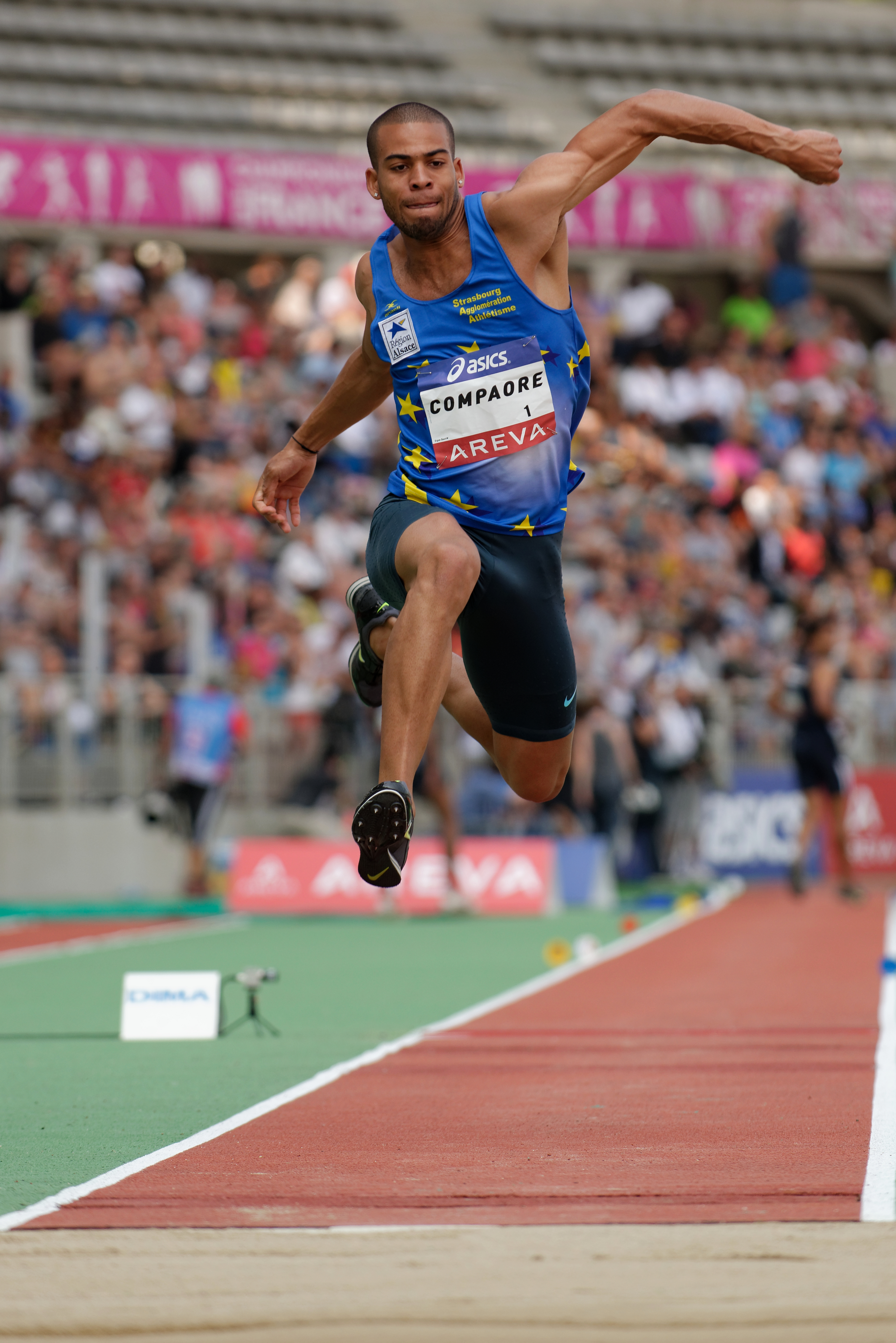
Europameister Benjamin Compaoré

14. August 2014, 20:10 Uhr
| Platz | Name               | Nation       | Resultat (m) | 1. Versuch (m) Wind (m/s) | 2. Versuch (m) Wind (m/s) | 3. Versuch (m) Wind (m/s) | 4. Versuch (m) Wind (m/s)                | 5. Versuch (m) Wind (m/s)                | 6. Versuch (m) Wind (m/s)                |
| 1     | Benjamin Compaoré  | Frankreich   | 17,46        | 17,46 / −0,1              | 17,18 / +0,1              | x                         | –                                        | x                                        | –                                        |
| 2     | Ljukman Adams      | Russland     | 17,09        | 17,09 / −0,5              | 16,85 / ±0,0              | 16,64 / −0,8              | x                                        | x                                        | 17,06 / −0,5                             |
| 3     | Alexei Fjodorow    | Russland     | 17,04        | 17,04 / +1,1              | 16,69 / +0,7              | x                         | 16,37 / −0,5                             | 16,70 / −0,4                             | 16,76 / −0,5                             |
| 4     | Yoann Rapinier     | Frankreich   | 17,01        | x                         | 16,84 / −0,3              | 16,64 / −1,7              | x                                        | 16,83 / −0,7                             | 17,01 / −0,1                             |
| 5     | Marian Oprea       | Rumänien     | 16,94        | 16,94 / +0,9              | x                         | x                         | 16,52 / −0,2                             | –                                        | 16,71 / +0,1                             |
| 6     | Nelson Évora       | Portugal     | 16,78        | 16,63 / +0,3              | 16,78 / +0,4              | 16,67 / −0,7              | x                                        | 16,55 / −0,4                             | 16,67 / +0,3                             |
| 7     | Fabrizio Donato    | Italien      | 16,66        | 16,53 / +0,3              | 16,66 / −0,7              | x                         | x                                        | –                                        | x                                        |
| 8     | Pablo Torrijos     | Spanien      | 16,56        | 16,19 / +1,0              | 14,46 / ±0,0              | 16,56 / ±0,0              | x                                        | x                                        | 16,56 / −1,0                             |
| 9     | Rumen Dimitrov     | Bulgarien    | 16,43        | 16,33 / +1,4              | 16,15 / +0,8              | 16,43 / −0,2              | nicht im Finale der besten acht Springer | nicht im Finale der besten acht Springer | nicht im Finale der besten acht Springer |
| 10    | Dimitris Tsiamis   | Griechenland | 16,39        | 16,23 / +0,6              | 16,39 / −0,9              | 16,07 / +0,2              | nicht im Finale der besten acht Springer | nicht im Finale der besten acht Springer | nicht im Finale der besten acht Springer |
| 11    | Dzmitry Platnitski | Belarus      | 16,25        | x                         | 16,09 / −0,3              | 16,25 / −0,8              | nicht im Finale der besten acht Springer | nicht im Finale der besten acht Springer | nicht im Finale der besten acht Springer |
| 12    | Fabrizio Schembri  | Italien      | 16,02        | 15,10 / −0,6              | 16,02 / −0,2              | x                         | nicht im Finale der besten acht Springer | nicht im Finale der besten acht Springer | nicht im Finale der besten acht Springer |

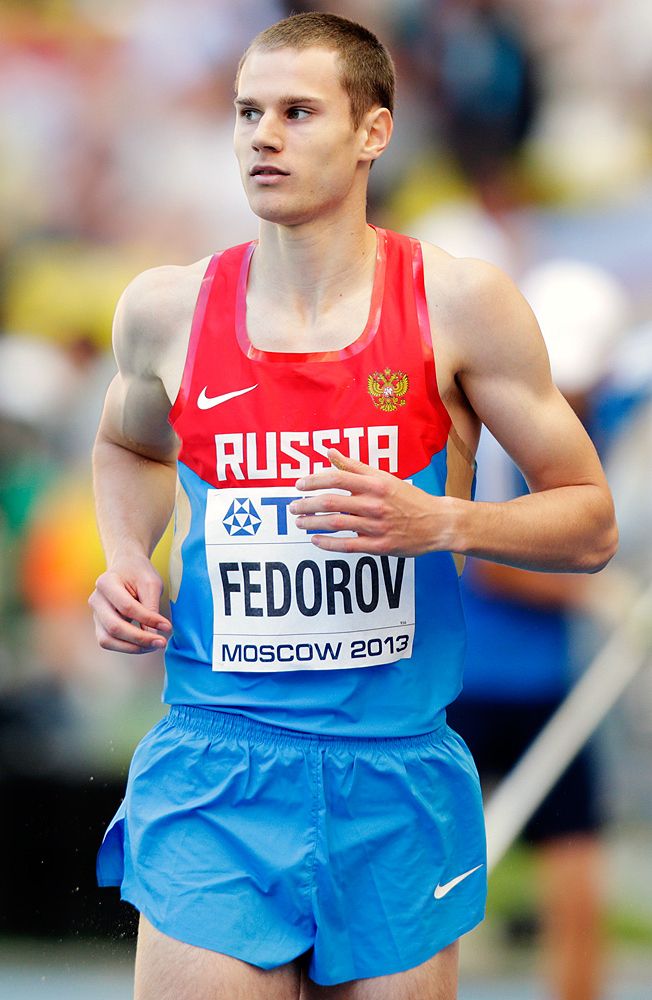
Bronzemedaillengewinner Alexei Fjodorow
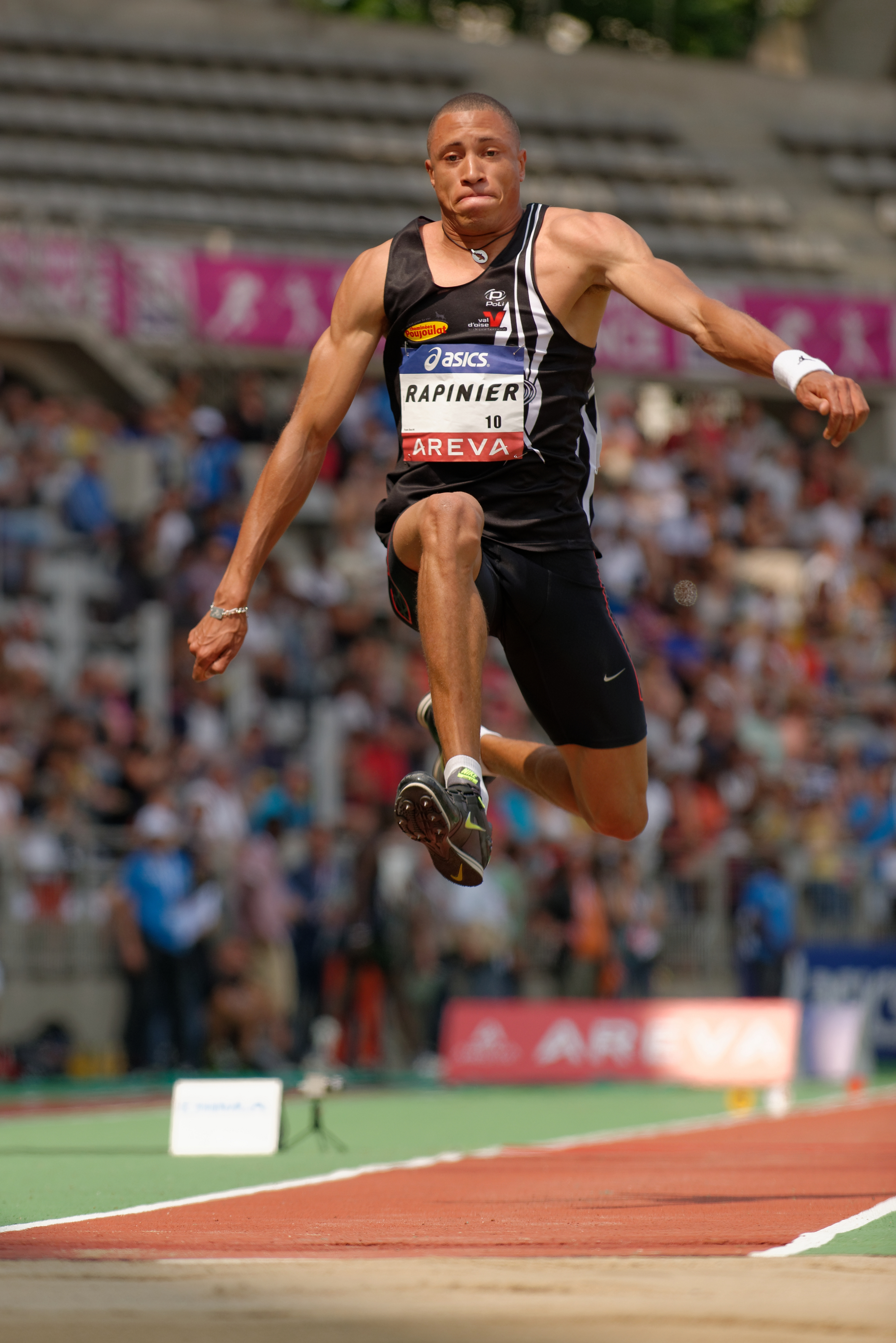
Yoann Rapinier kam auf den vierten Platz
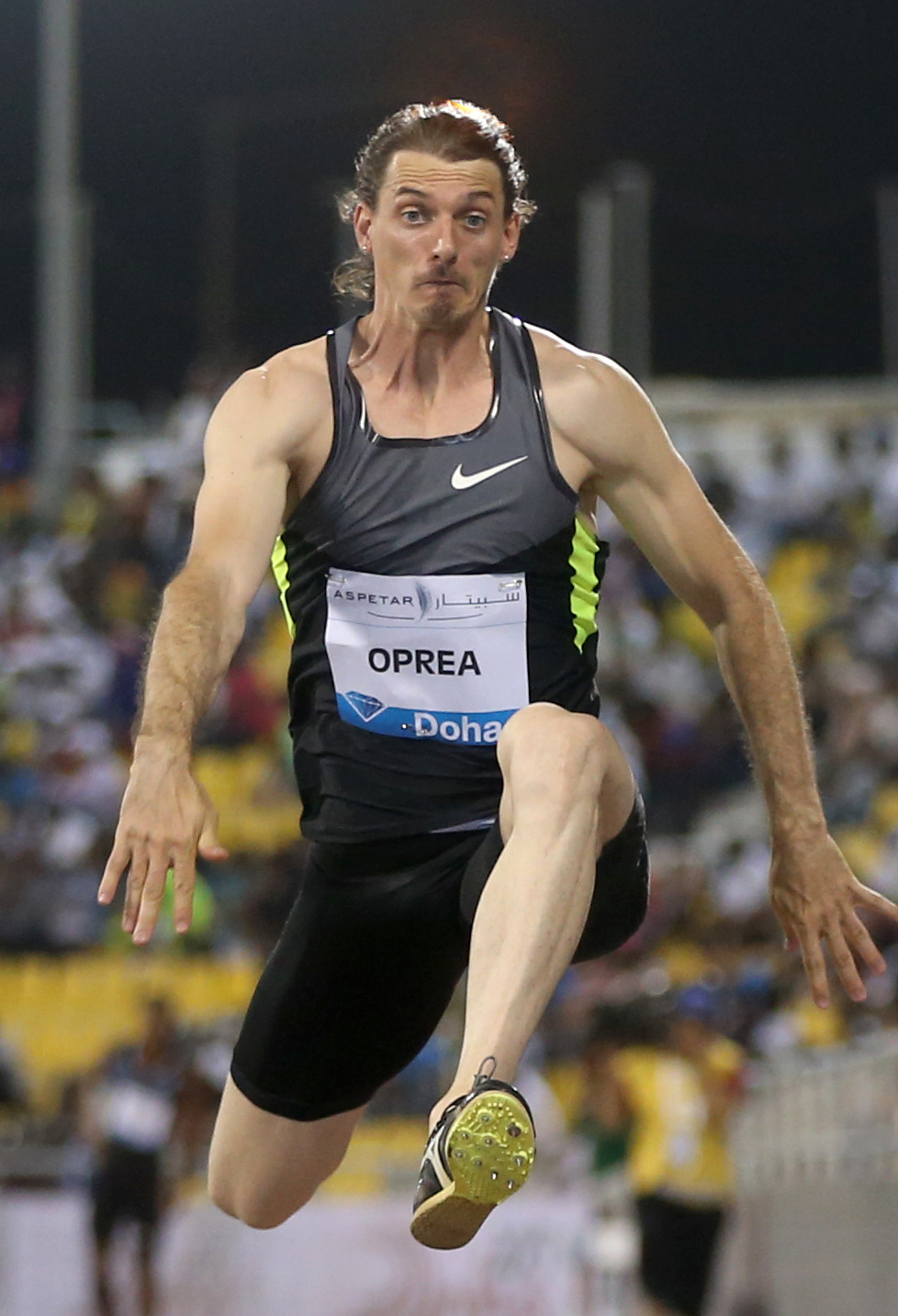
Marian Oprea belegte Rang fünf
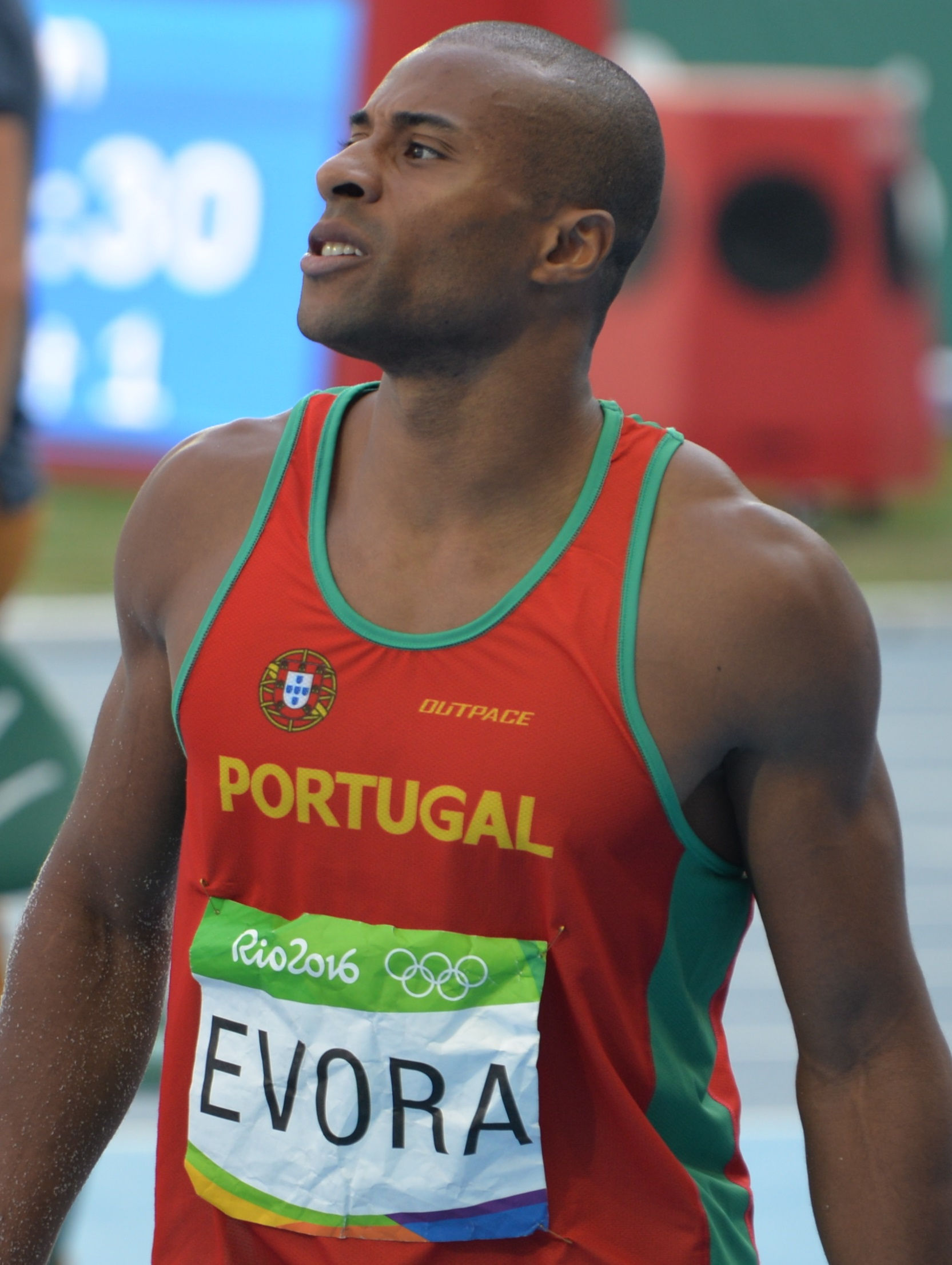
Nelson Évora, 2008 Olympiasieger, 2007 Weltmeister und 2009 Vizeweltmeister, wurde Sechster

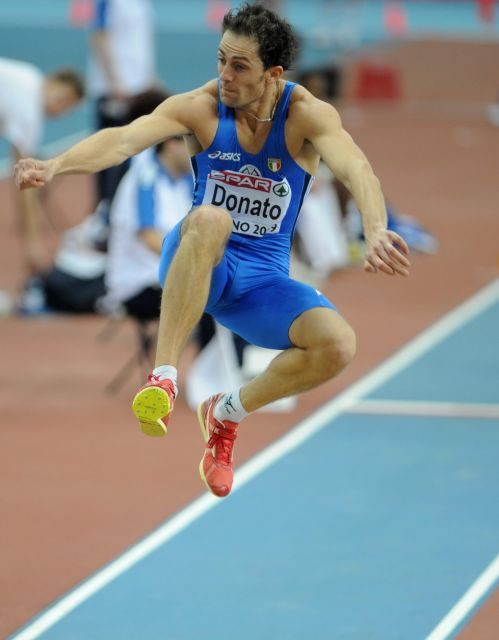
Fabrizio Donato erreichte Platz sieben
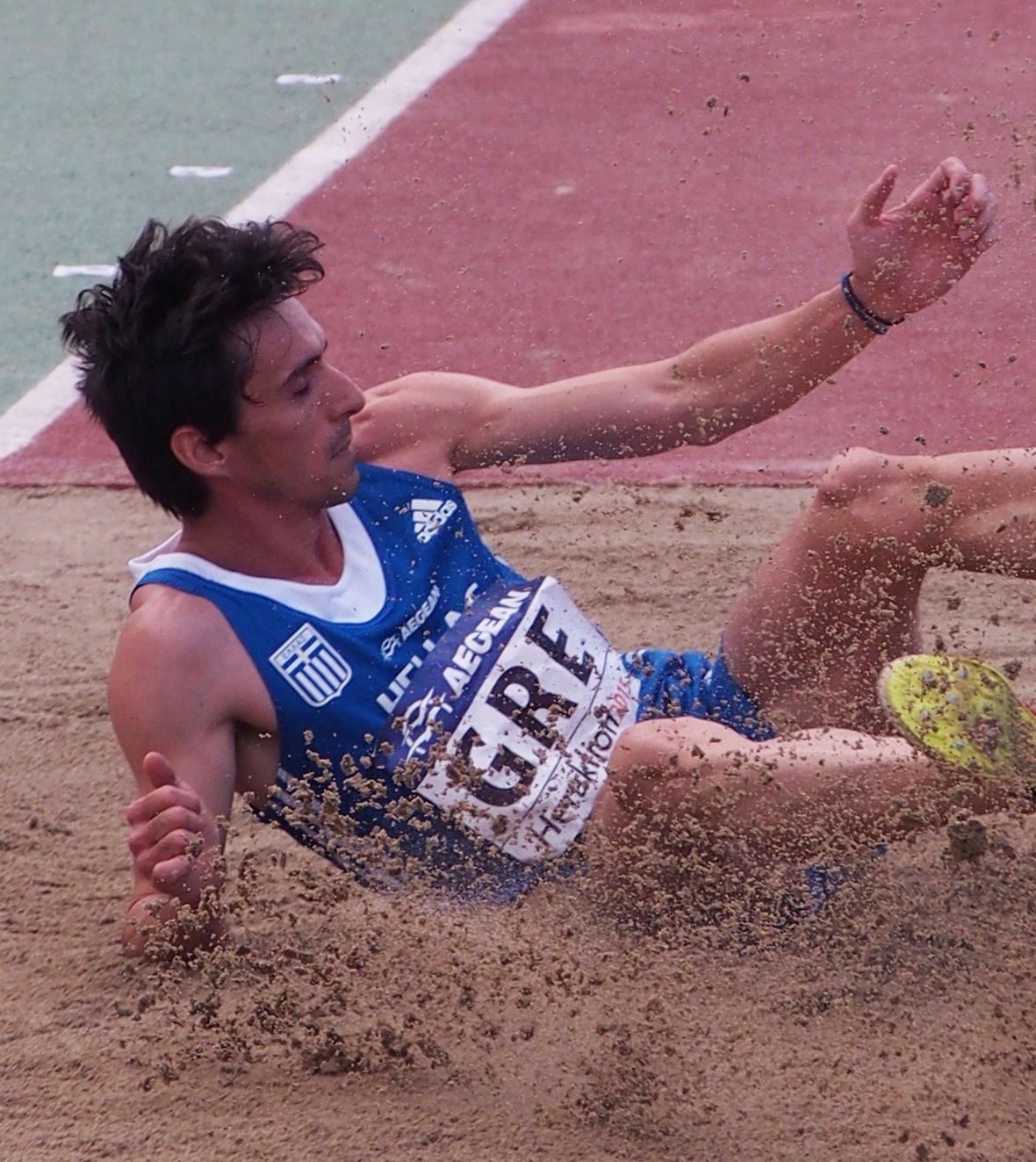
Der zehntplatzierte Dimítris Tsiámis
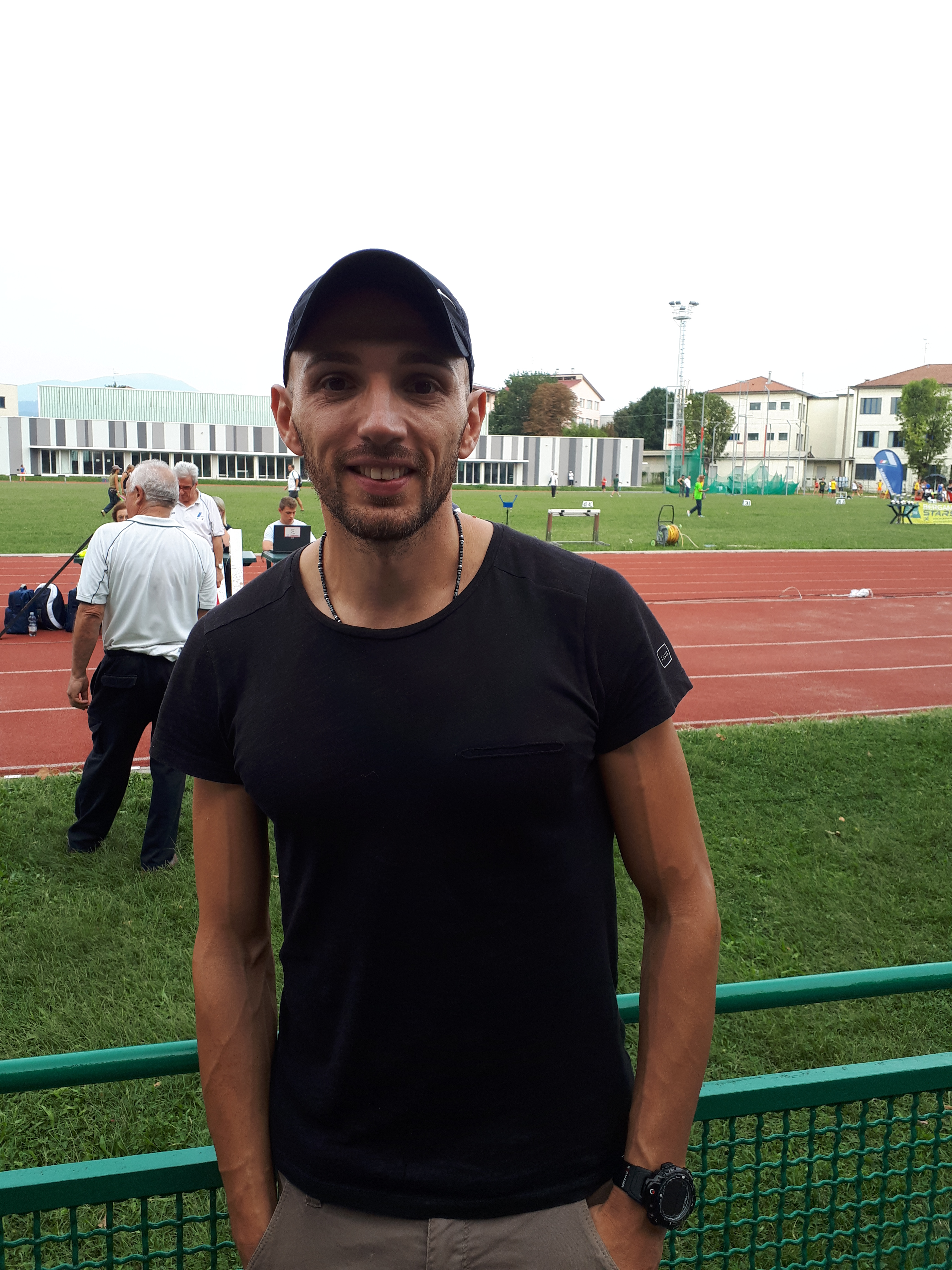
Fabrizio Schembri – Zwölfter

## Videolink
- Triple jump men final European Athletics Championships 2014 Zurich, youtube.com, abgerufen am 13. März 2023